# Enthroned
Enthroned ist eine Black-Metal-Band aus Belgien.

## Geschichte
Enthroned entstand aus der Death-Metal-/Grindcore-Band Blasphereion und Morbid Death nach deren Auflösung und wurde im Dezember 1993 von Cernunnos (Dan Vandeplas) gemeinsam mit Gitarrist Tsebaoth von der Band Slanesh und Sänger Sabathan, der auch den Bass übernahm, gegründet. Nach acht Monaten spielte die Band im August 1994 ihre erste Promo/-Demoaufnahme ein. Im September 1994 meldete das Musiklabel After Dark Records sich bei der Band, die für ein Album unterschrieb. Im Dezember 1994 erschien eine Picture-Split-EP mit Ancient Rites, auf der der Enthroned-Titel Scared by Darkwinds von ihrer Promo-Kassette erschien.
Im April 1995 ging die Band ins Studio, um ihr erstes Studioalbum Prophecies of Pagan Fire einzuspielen, einen Monat später stellte After Dark Records jedoch den Betrieb ein. Evil Omen Records aus Frankreich übernahm den Vertrag und veröffentlichte das Album im Dezember 1995; das Cover entwarf Kris Verwimp, ein Freund der Band, der sich dabei von der Musik und den Texten inspirieren ließ. Im gleichen Jahr stieß Nornagest von der Band Heresia als zweiter Gitarrist zu Enthroned, und der ursprüngliche Gitarrist Tseboath wurde durch Nebiros ersetzt.
Seit der Veröffentlichung ihrer ersten Demo spielte Enthroned bereits mit Marduk, Enslaved, Dark Funeral, Angel Corpse, Gehenna, Luciferion und Emperor. 1996 ging die Band mit Ancient Rites und Bewitched auf Tournee durch die Niederlande, Belgien, Italien, Frankreich, Spanien und Portugal.
Im April 1997, als Enthroned mit den Aufnahmen für ihr zweites Studioalbum Towards the Skullthrone of Satan beginnen wollte, nahm sich Schlagzeuger Cernunnos, der manisch-depressiv war, das Leben. Trotzdem setzte die Band die Aufnahmen mit dem Session-Schlagzeuger Da Cardoen fort. Mit dem Auftritt 1998 am Dragons Blaze Festival in Belgien spielte auch der neue Schlagzeuger Namroth Blackthorn sein erstes Konzert mit der Band. Im April 1998 tourte die Band erneut mit Dark Funeral durch Europa und veröffentlichte die EP Regie Sathanas zu Ehren ihres verstorbenen Band-Kollegen Cernunnos. Am Ende des Jahres ging die Band mit Hecate Enthroned und Usurper auf Tour und begann mit den Aufnahmen für ihr drittes Album The Apocalypse Manifesto in den berühmten schwedischen Abyss Studios von Peter Tägtgren. Veröffentlicht wurde das Album im Mai 1999, gefolgt von einer Europa-Tournee mit Marduk und einigen Live-Auftritten in Deutschland, den Niederlanden, Belgien, Italien und Frankreich.
Im Jahr 2000 wurde Gitarrist Nebiros durch Nerath Daemon ersetzt. Nach einer Tour durch Deutschland und einigen weiteren kleineren Auftritten begann die Band, ihr viertes Studioalbum Armoured Bestial Hell im deutschen Real Sound Studio einzuspielen, welches im April 2001 veröffentlicht wurde. Namroth Blackthorn trat aus der Band aus und wurde durch Alsvid von der französischen Band Seth ersetzt. Mit ihm am Schlagzeug spielte Enthroned zahlreiche Konzerte in Europa und in den Vereinigten Staaten.
Anfang 2002 unterschrieb die Band einen Vertrag mit dem österreichischen Plattenlabel Napalm Records, unter dem ihr fünftes Studioalbum Carnage in Worlds Beyond veröffentlicht wurde. Im Juni 2003 wurde die Band erneut umstrukturiert. Nguaroth ersetzte Nerath Daemon, der aufgrund seines Studiums nicht mehr genug Zeit für Enthroned hatte, an der Gitarre und der Posten am Schlagzeug wurde von Glaurung übernommen. Im Sommer 2003 tourte Enthroned durch Südamerika und veröffentlichte ihr sechstes Album XES Haereticum.
Ihr erstes offizielles Live-Album Black Goat Ritual: Live in thy Flesh wurde in Porto Alegre, Brasilien aufgenommen und 2005 veröffentlicht. Nach einigen Konzerten und Festivals verließ der langjährige Sänger Sabathan die Band, Nornagest übernahm den Gesang und Phorgath wurde als Bassist in die Band aufgenommen.
Im Juni 2007 wurde Enthroneds siebentes Studioalbum Tetra Karcist aufgenommen. Für die Aufnahmen spielte Alsvid, der ehemalige Schlagzeuger,  das Schlagzeug ein. Nach den Aufnahmen für das Album übernahm Ahephaïm das Schlagzeug. Am Beginn des Jahres 2008 unterschrieb Enthroned einen neuen Vertrag mit dem schwedischen Label Regain Records; Napalm Records hatte nach dem Ende des Vertrags Interesse an einem neuen über drei weitere Alben, laut Nornagest bot Regain Records jedoch einen besseren Vertrag an.
Im März 2010 wurde das achte Studioalbum der Band unter dem Namen Pentagrammaton veröffentlicht.

## Stil
Die Band spielt einen für die 1990er Jahre typischen Black-Metal-Stil mit starken Ähnlichkeiten zur Musik skandinavischer Bands. Lord Sabathan Occulta betonte jedoch, dass die Band sich nicht durch „originelle“ Musik vom Black-Metal-Konzept entfernen wolle. Trotz des großen Respekts vor Euronymous und der skandinavischen Black-Metal-Szene sei die Band jedoch nicht von dieser beeinflusst, sondern orientiere sich an Venom, Mercyful Fate, Hellhammer, Celtic Frost, Bathory, Possessed, den Frühwerken von Sodom, Slayer, Kreator und Destruction und altem Heavy Metal wie King Diamond, Judas Priest, Motörhead und den Frühwerken von Iron Maiden, Black Sabbath und Ozzy Osbourne. Die Band behielt ihren Stil bei; Thom Jurek von allmusic schrieb in seiner Kritik zu Tetra Karcist, mit Ausnahme des „experimentellen“ Albums Armoured Bestial Hell klinge jedes einzelne Enthroned-Album gleich.
Lord Sabathan Occulta sah den Satanismus als das einzig wahre Konzept für wahren Black Metal an, der ein Kult der wahren Verehrer bleiben müsse. Daher proklamierte er auch den Kampf gegen Trend-Bands zur Reinhaltung der Szene und die Verbreitung des Geistes von Euronymous. Die Band betonte auch, dass der Black Metal „inmitten von Gewalt und Aggression geboren“ wurde. The Apocalypse Manifesto interpretiert die biblische Apokalypse aus satanischer Sicht. Auf dem Album XES Haereticum standen „das westeuropäische Antichristentum, der indische Thug-Kult oder auch die Amon-Anbeter im Mittelpunkt“. Laut Nornagest stand Sabathan später jedoch nicht mehr hinter seinen früheren satanischen Überzeugungen und daher nicht mehr hinter dem Konzept von Enthroned, weshalb er die Band verlassen musste. Nornagest betont, dass die Mitglieder der Band in Satanismus und Okkultismus involviert sind; seine persönliche Vision des Satanismus will er jedoch nicht mit jedem teilen, er vermittelt nur einige Dinge wie Visionen, Konzept und einige Glaubenssätze in seinen Texten und Interviews und sieht dies ansonsten als persönliche Angelegenheit an.

## Diskografie

### Promos
- 1994: Promo 1994
- 2000: Promo 2000

### Studioalben
- 1995: Prophecies of Pagan Fire (Evil Omen Records, Mystic Production)
- 1997: Towards the Skullthrone of Satan (Death Records, Blackend)
- 1999: The Apocalypse Manifesto (Blackend, Somber Music)
- 2000: Armoured Bestial Hell (Displeased Records, Blackend)
- 2002: Carnage in Worlds Beyond (Displeased Records, Napalm Records, Irond)
- 2004: XES Haereticum (Napalm Records, Irond)
- 2007: Tetra Karcist (NEMS Enterprises, Napalm Records, Perverted Taste, Irond)
- 2010: Pentagrammaton (Regain Records, Shinigami Records)
- 2012: Obsidium (Agonia Records)
- 2014: Sovereigns (Agonia Records)
- 2019: Cold Black Suns (Season of Mist, Urubuz Records, Fono Ltd.)

### EPs
- 1994: Scared by Darkwinds (Split mit Ancient Rites, After Dark Records)
- 1998: Regie Sathanas – in Memory to Cernunnos (Blackend, Metal Blade Records)
- 2001: Goatlust (Painkiller Records)

### Live
- 2005: Black Goat Ritual: Live in Thy Flesh (Irond, Somber Music, Paranoid Records, Napalm Records)

### Kompilationen
- 2007: Carnage in Worlds Beyond / XES Haereticum (Scarecrow Records, Nuclear Blast)
- 2011: The Blackend Years (Candlelight Records, Dissonance Productions)
- 2011: Towards the Skullthrone of Satan + The Apocalypse Manifesto / Deluxe Vinyl Edition (Back on Black)
- 2019: Rites of the Northern Moon (Misantropologi Records)